# Regina (série télévisée)
Pour les articles homonymes, voir Régina (homonymie).
Regina est une telenovela roumaine diffusée en 2008 par Acasa TV.

## Distribution
- Diana Dumitrescu : Regina Antonucci Rădulescu
- Bogdan Albulescu : Cosmin Rădulescu
- Gheorghe Visu : State Potcovaru
- Carmen Tănase : Flacăra Potcovaru
- Doinița Oancea : Minodora Potcovaru
- Nicoleta Luciu : Roza Potcovaru
- Gheorghe Dinică : Aurică Fieraru
- Dan Condurache : Don Luciano Paolo Antonucci
- Marin Moraru : Cristofor
- Carmen Stănescu : Tasia
- Florina Cercel : Spania Fieraru
- Florin Zamfirescu : Gigi Dumbravă
- Tamara Buciuceanu : Agripina
- Iuliana Luciu : Camelia (Lămâia) Toma
- Mihai Călin : Relu (Aurel) Fieraru
- Salex Iatma : Sile
- Stela Popescu : Sofia Rădulescu
- Virgil Ogășanu : Mihai Rădulescu
- Augustin Viziru : Armando Antonucci
- Lucian Viziru : Giani/Rubin Antonucci
- Denis Ștefan : Codruț Medalion Fieraru
- Andreea Pătrașcu : Irina Dumbravă
- Selena Vasilache : Linda
- Ioana Ginghină : Zambila
- Jean Constantin : Manole
- Vladimir Găitan : Dr Toma
- Draga Olteanu-Matei : Ileana Toma
- Ion Besoiu : Don Tito
- Alexandru Arșinel : le grand-père
- Ileana Zărnescu : le grand-mèrè
- Mircea Albulescu : Filaret Potcovaru
- Margareta Pogonat : Afrodita
- Paul Ionescu : Gogoașă
- Petrișor Stan : Furnalul
- Liviu Rozorea : Tănăsică
- Ion Săsăran : Iustinian
- Anda Caropol : Filofteia
- Mircea Gheorghiu : Milan Svenhalk
- Ion Haiduc : Don Clemente
- Gabriel Radu : Nelu Ruibistu
- Catrinel Dumitrescu : Paula Teodorescu
- Emil Hossu : Titel
- Constantin Cotimanis : Marcel
- Luminița Gheorghiu : Elvira
- Cristi Iacob : Fabrizio
- Armand Calotă : Rossolino
- Ion Dichiseanu : Miguel
- Ion Chelaru: Beni
- Cornel Ciupercescu: Ermolaie
- Alexandru Pop: Văru Săndel

## Diffusion internationale
| Pays     | Chaîne   | Titre  | Première diffusion |
| -------- | -------- | ------ | ------------------ |
| Roumanie | Acasa TV | Regina | 2008               |